# Démographie du Monténégro
Cet article contient des statistiques sur la démographie du Monténégro.